# Dipartimento del Montserrat
Montserrat mɔ̃.sɛ.ʁa  è stato un dipartimento del Primo impero francese il cui territorio si trova interamente nell'attuale Spagna. Il nome del dipartimento deriva dal Montserrat, monte della Catalogna. Il dipartimento venne istituito il 26 gennaio 1812 a seguito dell'annessione della Catalogna all'Impero francese. Il territorio era suddiviso nei 3 arrondissement di Barcellona (Barcelone), Manresa e Vilafranca del Penedès. L'unico prefetto del dipartimento fu Achille Libéral Treilhard, da febbraio 1812 a marzo 1813.
Il 7 marzo 1813 il dipartimento venne fuso con quello del Montserrat per formare il dipartimento del Montserrat-et-Bouches-de-l'Èbre (sebbene l'amministrazione civile fu soppressa e sostituita da un governatorato militare). Dopo la ritirata francese, il dipartimento fu soppresso e nel 1814 tornò alla Spagna.

## Fonti
- (FR)  Les modifications intérieures et extérieures du Premier Empire